# コロンビア郡 (ジョージア州)
コロンビア郡（Columbia County）は、アメリカ合衆国ジョージア州にある郡である。人口は15万6010人（2020年）。郡庁所在地はアップリングである。

## 地理
アメリカ合衆国統計局によると、この郡は総面積797 km2 (308 mi2) である。このうち751 km2 (290 mi2) が陸地で46 km2 (18 mi2) が水地域である。総面積の5.77%が水地域となっている。

## 人口動勢
2000年現在の国勢調査で、この郡は人口89,288人、31,120世帯、及び25,362家族が暮らしている。人口密度は119/km2 (308/mi2) である。44/km2 (115/mi2) の平均的な密度に33,321軒の住宅が建っている。この郡の人種的な構成は白人82.67%、アフリカン・アメリカン11.21%、先住民0.32%、アジア3.36%、太平洋諸島系0.09%、その他の人種0.80%、及び混血1.56%である。ここの人口の2.59%はヒスパニックまたはラテン系である。
この郡内の住民は29.60%が18歳未満の未成年、18歳以上24歳以下が7.30%、25歳以上44歳以下が31.00%、45歳以上64歳以下が24.10%、及び65歳以上が8.00%にわたっている。中央値年齢は35歳である。女性100人ごとに対して男性は95.60人である。18歳以上の女性100人ごとに対して男性は91.70人である。
この郡内の世帯ごとの平均的な収入は55,682米ドルであり、家族ごとの平均的な収入は61,232米ドルである。男性は44,184米ドルに対して女性は27,336米ドルの平均的な収入がある。この郡の1人当たりの所得は23,496米ドルである。人口の5.10%及び家族の4.20%は貧困線以下である。全人口のうち18歳未満の5.60%及び65歳以上の8.10%は貧困線以下の生活を送っている。

## 都市及び町
- エバンス (ジョージア州)（英語版）
- グローブタウン（英語版）
- ハーレム (ジョージア州)（英語版）
- マルティネス (ジョージア州)（英語版）